# 岩間温泉 (石川県)
岩間温泉（いわまおんせん）は、石川県白山市尾添にある温泉。

## 泉質
- 塩化ナトリウム物泉

下流の新岩間温泉の元湯。

## 温泉街
かつて宿があったが現在はない。露天風呂（野湯）がある。

## アクセス
車
- 白山一里野温泉の先にある国道360号石川県側末端部と白山白川郷ホワイトロード起点の交差点から石川県道53号岩間一里野線へ。途中の新岩間温泉から岩間温泉の区間は通年、一般車両の通行が出来ないため、新岩間温泉の山崎旅館付近の駐車場で下車、徒歩約50分。
ただし、石川県道53号岩間一里野線の全区間は冬季閉鎖される。

バス
- 白山市コミュニティバス「めぐーる」の尾口ルート「温泉口」バス停下車、徒歩約2時間10分。
かつては北陸鉄道が運行する直通の路線バスも存在したが、現在は北陸鉄道石川線鶴来駅より加賀白山バスで「瀬女」バス停下車、更に「めぐーる」の尾口ルートに乗り換えが必要になる。また「温泉口」へ乗り入れる便は平日1往復のみで、車でのアクセスが無難。

## その他
岩間温泉からさらに上流に1時間ほど歩くと、国の特別天然記念物の「岩間の噴泉塔群」がある。